# Callicebus barbarabrownae
Callicebus barbarabrownae là một loài động vật có vú trong họ Pitheciidae, bộ Linh trưởng. Loài này được Hershkovitz mô tả năm 1990.

## Hình ảnh

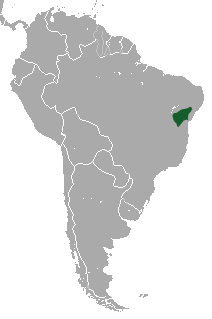